# Waleri Wiktorowitsch Ljukin
Waleri Wiktorowitsch Ljukin (russisch Валерий Викторович Люкин; * 17. Dezember 1966 in Aktjubinsk, Kasachische SSR) ist ein ehemaliger sowjetischer Kunstturner und derzeitiger Trainer.
1987 gelang ihm als erstem Turner weltweit bei einem offiziellen Wettkampf im Bodenturnen nach einer Radwende ein dreifacher Salto rückwärts. Bis dahin galten Doppelsalti im Bodenturnen als die höchste Leistung.
Ljukin turnte für den Sportverein Dinamo Alma-Ata und war in den 1980er Jahren der erfolgreichste Turner der Sowjetunion. 1988 errang er Olympiasiege mit der Mannschaft sowie am Reck. Trainiert wurde er von Eduard Jarow. Bis 1994 folgten zahlreiche weitere Medaillen und Auszeichnungen. Unter anderem erhielt er die Auszeichnung „Verdienter Meister des Sports“.
Heute lebt Ljukin in Plano in Texas, USA, und betreibt dort mit dem ehemaligen Sportakrobaten Jewgeni Marchenko eine Turnschule, die World Olympic Gymnastics Academy (WOGA). In der WOGA trainierte er unter anderem die Mehrkampfolympiasiegerin von 2004 Carly Patterson. Er ist mit der ehemaligen Gymnastin Anna Kotschnewa verheiratet. Das Paar hat eine Tochter, die Turnerin und Mehrkampfolympiasiegerin von 2008, Nastia Liukin, die Waleri Ljukin selbst trainiert. 2005 wurde Waleri Ljukin in die International Gymnastics Hall of Fame aufgenommen.